# Filippo De Pisis
Filippo De Pisis, pseudonyme de Luigi Filippo Tibertelli, né à Ferrare le 11 mai 1896 et mort à Milan le 2 avril 1956 est un poète et un peintre italien.

## Biographie

### Formation
Filippo De Pisis naît au sein d'une famille de sept enfants, pieuse fortunée, la famille des marquis Tibertelli descendante d'un condottiere de Pise (d'où le pseudonyme qu'il choisit) établi à Ferrare au XIVe siècle, et reçoit une éducation à domicile avec des précepteurs et des prêtres, en compagnie de sa sœur, à laquelle il demeure toute sa vie fort attaché. Il s'initie à la peinture avec un maître ferrarais, Odoardo Domenichini. Il fait des études de philosophie à l'université de Bologne. Il s'intéresse aussi très tôt à la poésie métaphysique et se fait connaître avec la publication d'une première plaquette de poésie. Cela lui permet d'entrer en relation avec Giorgio de Chirico en 1915, lequel exerce une forte influence sur ses premiers tableaux. Il fait également la connaissance du frère de Chirico, Alberto Savinio, et en 1917 de Carlo Carrà. Ce sont les premiers représentants de la peinture métaphysique. Mobilisés, ils sont alors en garnison à Ferrare. Le jeune Pisis les guide dans sa ville natale et le groupe se réunit dans la  demeure familiale de sa famille. C'est ici que sont exposées les premières œuvres de Chirico. Il entre en correspondance avec Guillaume Apollinaire et Tristan Tzara. 
En 1919, Pisis s'installe à Rome où, parallèlement à son métier de professeur de lycée pendant quatre ans, il commence à peindre sérieusement, notamment des paysages urbains, des scènes marines et des natures mortes. Le caractère très émotionnel de ses poésies se retrouve de plus en plus dans sa peinture. Il prend conscience de son homosexualité à cette époque et devient aussi ami avec Julius Evola ce qui lui permet de verser dans un certain ésotérisme et de le traduire dans son œuvre. Après avoir écrit de la prose et de la poésie recueillies dans I Canti de la Croara et Emporio en 1916, il commence à écrire en 1920 un essai intitulé La città dalle 100 meraviglie, publié à Rome en 1923, où l'on note l'influence des frères Chirico avec leur vision nostalgique et mélancolique de la peinture.

### Années parisiennes
En 1925, il vit à Paris à la recherche de nouvelles inspirations et y demeure jusqu'en 1939. Il est influencé par Édouard Manet, Jean-Baptiste Camille Corot, Henri Matisse et le fauvisme. Il fait une exposition personnelle en 1926, présentée par Carlo Carrà à la saletta Lidel de Milan, puis à Paris à la galerie au Sacre du Printemps, avec une présentation de Giorgio de Chirico. Il écrit des articles pour L'Italia Letteraria et d'autres revues mineures. Il se lie avec le peintre Onofrio Martinelli, déjà rencontré à Rome. Entre 1927 et 1928, ils partagent même un appartement-atelier rue Bonaparte. Il fait alors partie du groupe des Italiens de Paris (italiani di Parigi) qui comprend Chirico, Savinio, Massimo Campigli, Mario Tozzi, Renato Paresce et Severo Pozzati, ainsi que le critique français d'origine polonaise Waldemar George. Ce dernier écrit la première monographie de Pisis en 1928 présentée à l'exposition Appels d'Italie de la Biennale de Venise de 1930. Durant sa période parisienne, l'artiste visite Londres, au cours de trois brefs séjours, et se lie d'amitié avec Vanessa Bell et Duncan Grant. En 1934, la galerie des Quatre Temps organise une exposition « Les fleurs de Filippo de Pisis ». En mai 1936, il expose cinq tableaux à l'exposition du Jeu de Paume, « Art italien des XIXe et XXe siècles ». En mars 1937, il participe à une exposition à la galerie Rive Gauche, intitulée « Époque métaphysique » avec Max Jacob et Jean Cocteau, dont le catalogue est préfacé par Henri Sauguet.

### Retour en Italie

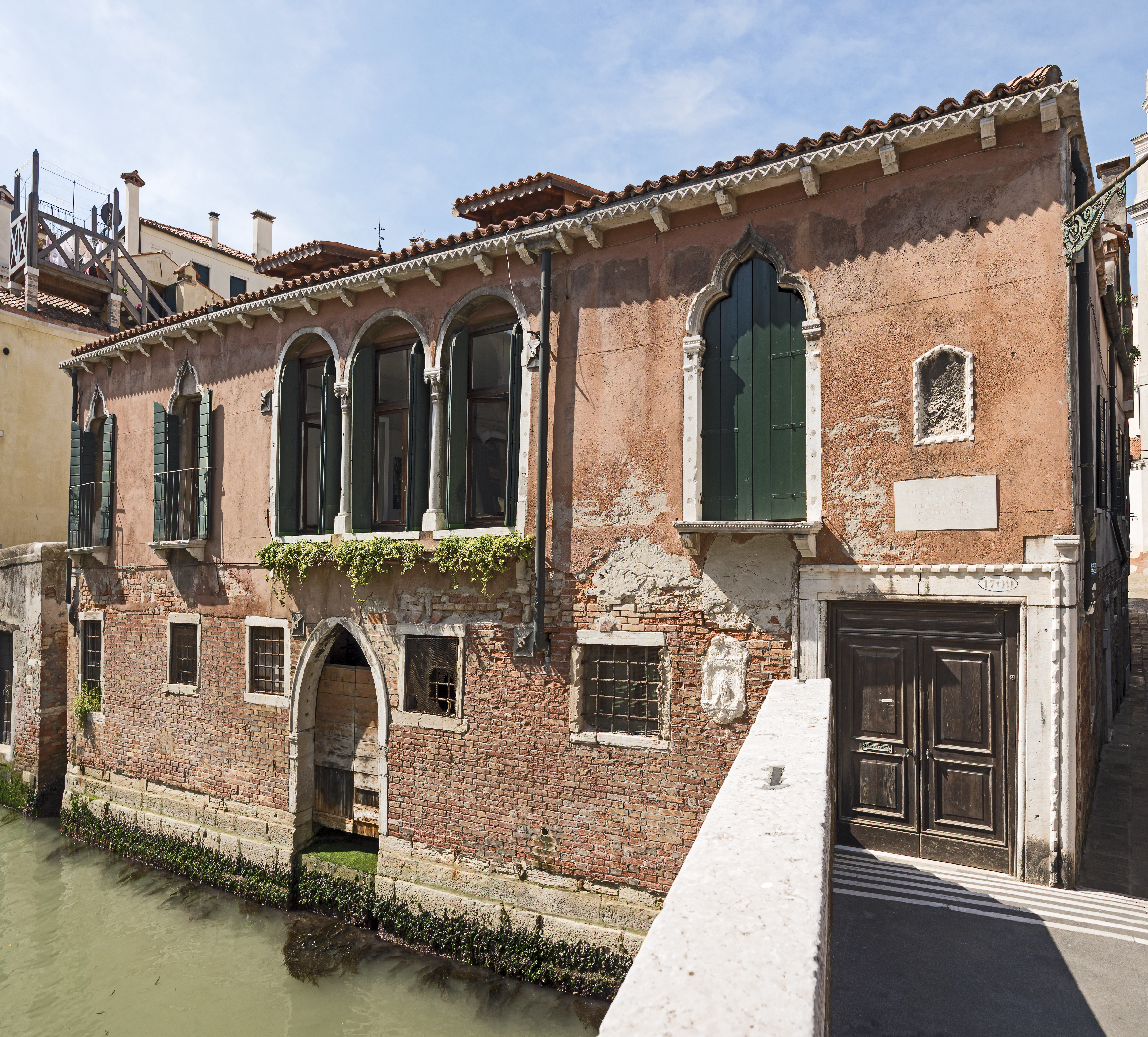
La maison de Filippo De Pisis à Venise.

En 1939, Filippo De Pisis déménage à Milan, mais son atelier de la Via Rugabella est détruit par une bombe durant la Seconde Guerre mondiale en 1943.
Entre 1943 et 1949, il s'installe à Venise où il mène une vie dispendieuse et parfois extravagante. Il s'inspire de Francesco Guardi et des maîtres vénitiens du XVIIIe siècle. Il fait la connaissance du jeune peintre Silvan Gastone Ghigi (1928-1973) dont il devient le mentor. Il retourne à Paris entre 1947 et 1948 avec Ghigi qui, lui, décide de rester dans la capitale française. Filippo De Pisis est alors atteint des premiers symptômes d'athérosclérose. Souffrant depuis très longtemps de violents maux de tête, l'artiste doit être hospitalisé les trois dernières années de sa vie à la Villa Fiorita à Brugherio (au nord de Milan). Il continue pourtant à peindre sporadiquement et meurt en 1956.

## Collections
Son œuvre peint a été montré deux fois à la Biennale de Venise, la première fois en 1948 avec une trentaine de ses tableaux, la dernière fois à titre posthume. Une grande rétrospective se tient dans sa ville natale en 1996 et une autre au musée d'art moderne de Turin en 2005. Ses tableaux sont conservés à Rome à la galerie nationale d'Art moderne et contemporain, à la Pinacoteca civica de Forlì (Palazzo Romagnoli), où sont conservés deux toiles de la collection Verzocchi (1949-1950), et une toile est conservée au musée de Grenoble. Le musée Filippo De Pisis de Ferrare conserve le plus important fonds d'œuvres de l'artiste.
Pisis est connu pour ses paysages urbains, ses marines, ses natures mortes d'inspiration métaphysique, en particulier ses fleurs. Une partie plus méconnue de son œuvre comprend des études de nus masculins, témoins poétiques de ses propres tendances sentimentales.

## Œuvres

### Peinture
- Rue à Paris, 1936, huile sur toile, 61 × 50 cm, localisation inconnue[6]
- Senza titolo, 1943, huile sur toile, 47,5 × 22,5 cm, Lugano, Museo d'arte della Svizzera italiana[7].

### Publications
- I Canti de la Croara, 1916.
- Poesie, Vallecchi, 1953.
- La città dalle cento meraviglie, e altri scritti, Vallecchi, 1965.
- Cattività veneziana, All'insegna del pesce d'oro, 1966.
- Lettere di De Pisis: 1924-1952, éditées par Demetrio Bonuglia, Lerici, 1966.
- Il marchesino pittore: romanzo autobiografico di Filippo De Pisis, Longanesi, 1969.
- Vaghe stelle dell'Orsa (journal intime, Bologne, 1916-1918) et Lettres à son frère Leone (1917-1918), Longanesi, 1970.
- Futurismo, dadaismo, metafisica, avec Tristan Tzara et Primo Conti, Libri Scheiwiller, 1981.
- Vert-vert, Einaudi, 1984.
- Divino Giovanni: lettere a Comisso, 1919-1951, Marsilio, 1988.
- Le memorie del marchesino pittore, éditées par Bona De Pisis et Sandro Zanotto, Einaudi, 1989.
- Roma al sole, édité par Bona De Pisis, Sandro Zanotto, éditions N. Pozza, 1994.